# Frank Bezner
Frank Bezner (* 4. Mai 1971 in Heilbronn) ist ein deutscher Mittellatein-Philologe.

## Leben
Bezner besuchte das Theodor-Heuss-Gymnasium Heilbronn. Nach seinem Studium der griechischen, lateinischen, deutschen und mittel- bzw. neulateinischen Philologie an der Universität Tübingen (1991–1996) wurde er Stipendiat im Graduiertenkolleg Ars und Scientia und promovierte im Fach Mittellateinische Philologie (2000). Seine Dissertation untersucht die Theorie und Praxis von Allegorie und Allegorese im Rahmen der Wissensgeschichte des 12. Jhs. (u. a. bei Peter Abailard, Wilhelm von Conches, Bernardus Silvestris). Auf die Promotion folgten Archivstudien in Ferrara und Rom, dann ein längerer Aufenthalt als Postdoctoral Fellow am Warburg Institute in London (2000–2002: zunächst als Frances-Yates-Fellow, dann im Rahmen eines DAAD-Postdocstipendiums). Darauf war er Habilitationsstipendiat am Zentrum für Altertumswissenschaften der Universität zu Köln (2002–2003). Das Habilitationsprojekt Eine Genealogie der Vergangenheit in der Renaissance: der Fall Ferrara (1300–1598) untersucht die Konstruktion von Vergangenheit in Chroniken, Historien und literarischen Werken als Aspekt politischer Kultur während der Herrschaft der Este in Ferrara. Von Juni 2003 bis Mai 2008 arbeitete er als WIN-Kollegiat im Forschungsprojekt Konstruktion von Vergangenheit als Raum des Politischen. Zugleich vertrat er als Lehrbeauftragter das Fach mittel- und neulateinische Philologie am Deutschen Seminar (Abt. Mediävistik) in Tübingen. Im Juli 2008 erhielt er den Ruf auf die Professur für Mittellateinische Philologie an der University of California, Berkeley, wo er von 2009 bis 2018 tätig war. In den Sommersemestern 2012 und 2014 war er Gastprofessor an der Abteilung für Mittellateinische Philologie der Ludwig-Maximilians-Universität München.
Seit 2018 ist Bezner Professor für Lateinische Literatur des Mittelalters an der Universität Freiburg.

## Schriften (Auswahl)
- Vela Veritatis. Hermeneutik, Wissen und Sprache in der Intellectual History des 12. Jahrhunderts (= Studien und Texte zur Geistesgeschichte des Mittelalters. Band 85). Brill, Leiden/Boston 2005, ISBN 90-04-14424-2 (zugleich Dissertation, Tübingen 2000).
- Von der Liturgie zur Geschichte. Die Riesenbibel von St. Maximin und die Historia Excidii Sancti Maximini. Mit einem Beitrag von Eberhard König (= Antiquariat Bibermühle. Katalog. Band 68) (= Illuminationen. Band 16). Tenschert, Ramsen 2011, OCLC 775823590.
- mit Kirsten Mahlke (Hrsg.): Zwischen Wissen und Politik. Archäologie und Genealogie frühneuzeitlicher Vergangenheitskonstruktionen (= Heidelberger Akademie der Wissenschaften. Akademie-Konferenzen. Band 6). Winter, Heidelberg 2011, ISBN 978-3-8253-5631-6.
- mit Beate Kellner (Hrsg.): Alanus ab Insulis und das europäische Mittelalter. Brill Fink, Paderborn 2022, ISBN 978-3-7705-6659-4.